# Dorfkirche Jabel (Mecklenburg)

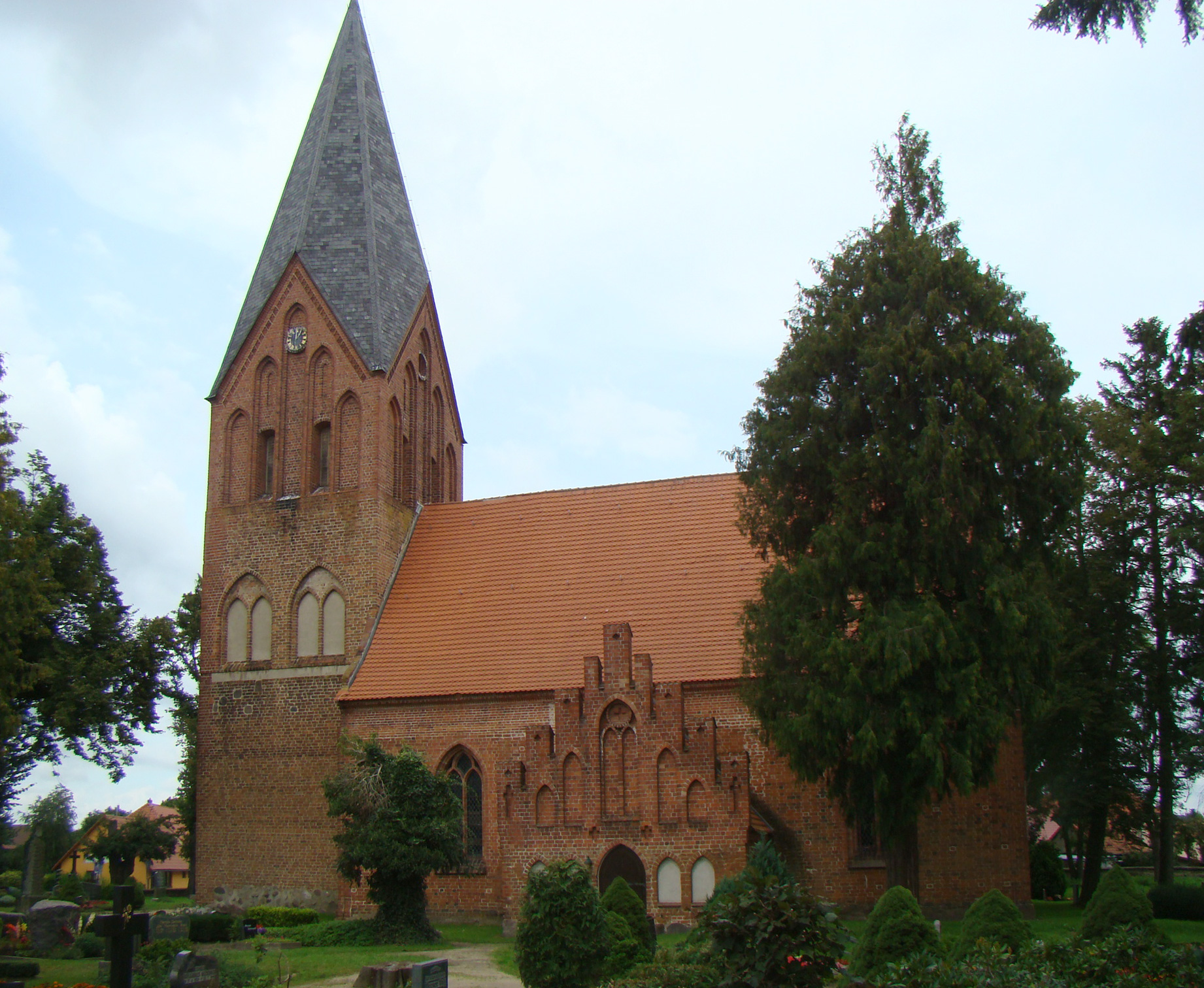
Dorfkirche in Jabel

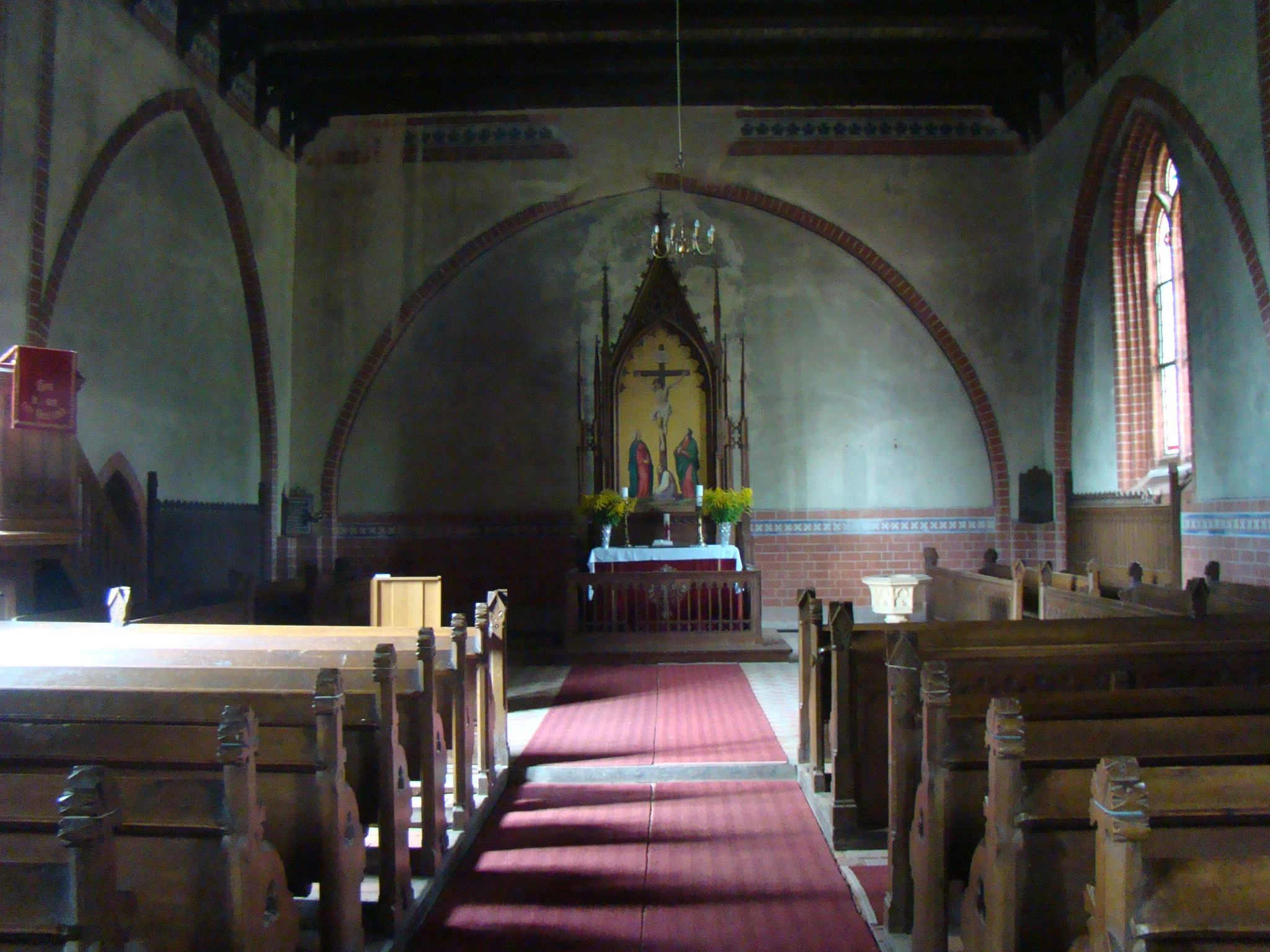
Blick zum Altar

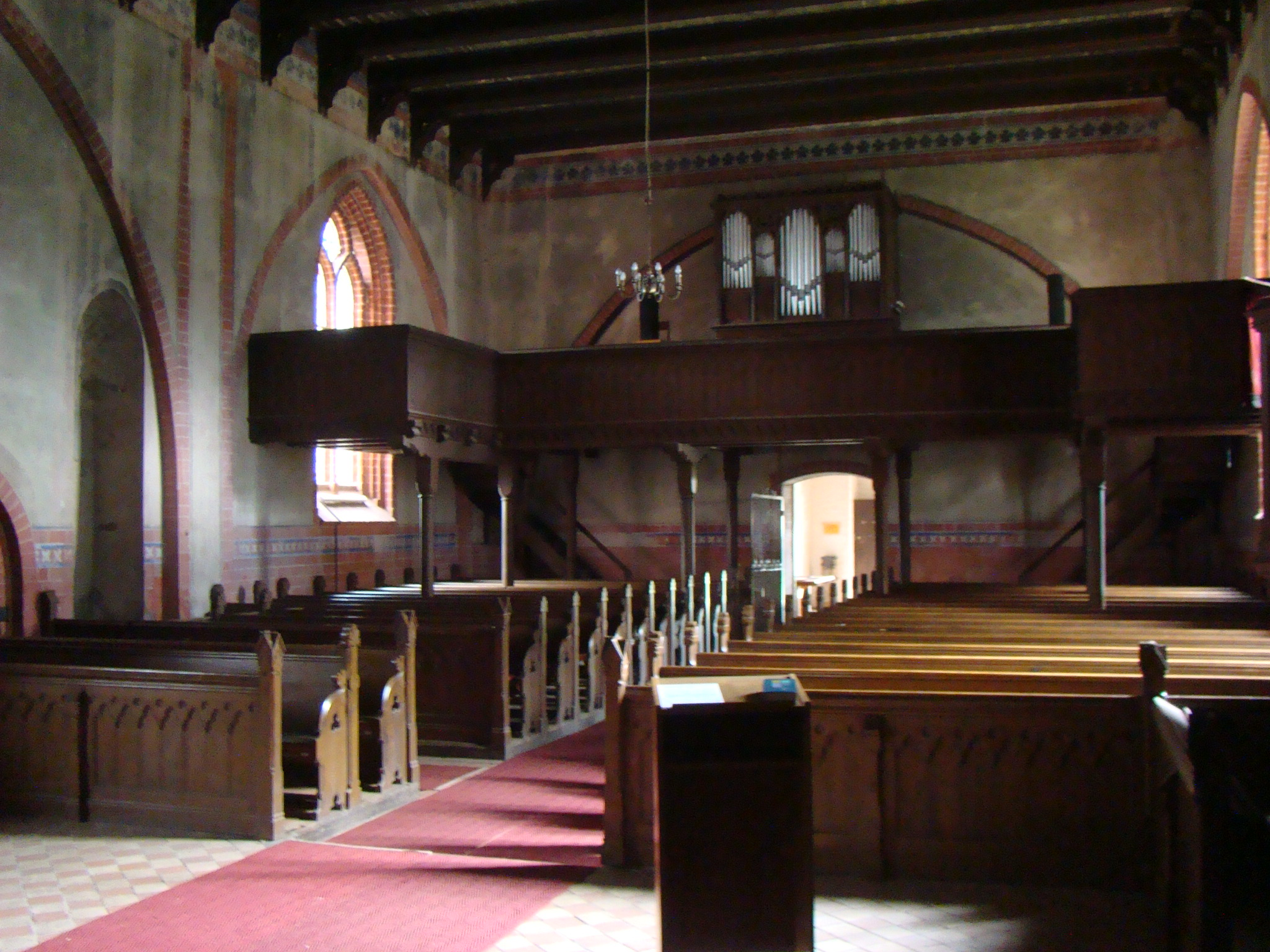
Blick zur Empore

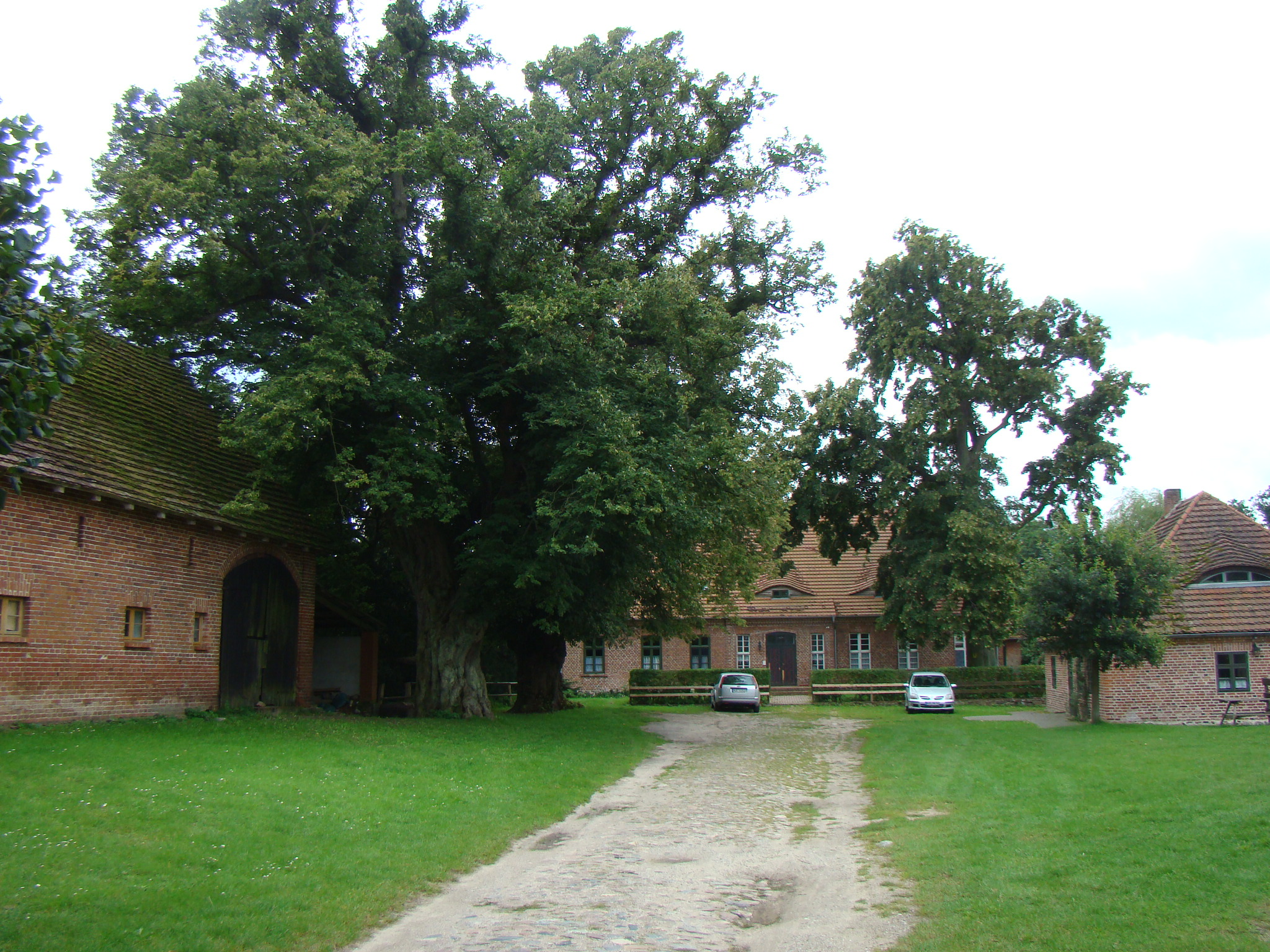
Pfarrhaus bei der Kirche

Die Dorfkirche in Jabel, einer Gemeinde im Landkreis Mecklenburgische Seenplatte in Mecklenburg-Vorpommern, wurde 1868 auf den Grundmauern eines abgebrannten mittelalterlichen Vorgängerbaus errichtet. Die Gemeinde gehört heute zur Propstei Neustrelitz der Evangelisch-Lutherischen Kirche in Norddeutschland (Nordkirche).

## Geschichte
Eine Kirche in Jabel wurde urkundlich erstmals 1256 genannt, 1346 wird ein Anbau an die Kirche erwähnt. Die alte Kirche wurde im Dreißigjährigen Krieg verwüstet, anschließend wiederhergestellt, jedoch beim Dorfbrand 1859 bis auf die aus Feldsteinen errichtete Sakristei vollends zerstört, wobei auch vier historische Glocken geschmolzen sind. Die heutige Kirche wurde 1868 erbaut.
Der die Kirche umgebende Friedhof wurde 1834 mit einer Feldsteinmauer umgeben. Auf dem Friedhof befindet sich das Grab des Küsters Heinrich Suhr (1800–1882), dem Fritz Reuter ein literarisches Denkmal setzte. Reuters Onkel Ernst Reuter war seit 1812 Pastor in Jabel und bewohnte das neben der Kirche befindliche, 1824 erbaute Pfarrhaus. Fritz Reuter verbrachte dort den Herbst 1841 und hat in seinen Werken neben Küster Suhr noch weitere Personen aus Jabel beschrieben.

## Beschreibung

### Architektur
Bei der 1868 auf den Grundmauern des Vorgängerbaus errichteten Kirche handelt es sich um einen rechteckigen Backsteinbau im Stil der Neogotik mit eingezogenem rechteckigem Westturm. Die beiden Turmuntergeschosse und die Sakristei, die von einem Kreuzrippengewölbe überspannt ist, stammen noch vom Vorgängerbauwerk.

### Ausstattung
Die Ausstattung der Kirche stammt im Wesentlichen aus dem 19. Jahrhundert und greift den gotisierenden Stil des Bauwerks auf. Der Altaraufsatz enthält ein Gemälde von Theodor Fischer-Poisson von 1868, das eine Kreuzigungsgruppe zeigt.
Die Orgel wurde 1858 von Friedrich Hermann Lütkemüller gebaut, überstand den Kirchenbrand und wurde in die neue Kirche umgesetzt. Das Schleifladen-Instrument in einem neugotischen Serienprospekt hat 6 Register auf einem Manual (C–d3: Principal 8′, Salicional 8′, Gedackt 8′, Praestant 4′, Flöte 4′, Octav 2′). Das Pedal ist fest angehängt. Die Trakturen sind mechanisch.
Das Kruzifix der Kirche stammt noch aus dem späten 14. Jahrhundert, eine ähnlich alte Holzplastik zeigt den hl. Georg zu Pferde. Eine der beiden Glocken der Kirche wurde 1862 bei Johann Carl Ludwig Illies in Waren gegossen, die andere Glocke ist aus Gusseisen und stammt ebenfalls aus dem 19. Jahrhundert.